# Moisés Székely
Moisés Székely de Siménfalva, (en húngaro: Székely Mózes) (Udvarhely, Transilvania, (actual Rumania), 1550 - Braşov, 17 de julio de 1603 ).
Nació en una familia székely. Su padre era János Literáti, un Székely. Su madre es desconocida. Tenía también tres hermanos, István, János y Péter. Fue el comandante de Esteban Báthory y le siguió a Polonia donde también participó en la campaña contra Rusia.
En 1603 fue elegido Príncipe de Transilvania luego de que el vaivoda Miguel el Valiente huyese y dejase el trono vacío. Moisés expulsó a los austríacos del país. Murió en la batalla de Brassó luchando contra Giorgio Basta, general de los Habsburgo.
Fue el último príncipe de religión unitarista de Transilvania.
| Predecesor: Miguel el Valiente | Príncipe de Transilvania mayo - julio de 1603 | Sucesor: Esteban Bocskai |

- Datos: Q1067982
- Multimedia: Mózes Székely / Q1067982